# Georgi Issidorowitsch Schenbrot
Georgi Issidorowitsch Schenbrot (russisch Георгий Исидорович Шенброт; * 19. Oktober 1950 in Moskau), international auch als Georgy I. Shenbrot oder seltener als Gregory I. Shenbrot bekannt, ist ein russischer Mammaloge. Sein Forschungsschwerpunkt ist die Familie der Springmäuse (Dipodidae). 

## Leben
1972 erlangte Schenbrot  den Master-Abschluss an der Lomonossow-Universität Moskau. 1980 wurde er mit der Dissertation Сравнительная экология тушканчиков пустынь Турана : диссертация ... кандидата биологических наук (Vergleichende Ökologie der Springmäuse in der Wüste von Turan) an derselben Universität zum Kandidat der Wissenschaften promoviert. Von 1972 bis 1974 forschte er am Institut für Biologie und Pädologie der Russischen Akademie der Wissenschaften in Wladiwostok, Region Primorje. Von 1977 bis 1977 war er wissenschaftlicher Mitarbeiter am Institut für Medizinische Parasitologe und Tropenkrankheiten des Ministeriums für Gesundheit der Sowjetunion. Von 1977 bis 1984 arbeitete er für das Naturschutzinstitut des sowjetischen Landwirtschaftsministeriums. Von 1984 bis 1992 war er leitender Wissenschaftler am Institut für Evolutionäre Morphologie und Tierökologie in Moskau. Seit 1992 ist er wissenschaftlicher Mitarbeiter am Ramon Science Center der Ben-Gurion-Universität im Negev in Mitzpe Ramon. 1996 erhielt Schenbrot ein Forschungsstipendium für Israel. 
Schenbrot ist Mitglied der American Society of Mammalogists, der Zoological Society of Israel und der Forschungsgruppe der IUCN Species Survival Commission für Kleinsäuger. Von 1978 bis 1992 war er Mitglied der Kommission, die die Roten Listen gefährdeter Arten in der Sowjetunion veröffentlicht hatte.
1992 veröffentlichte Schenbrot die Studie Кладистический подход к анализу филогенетических отношений тушканчикообразных (Rodentia, Dipodidae) (Cladistic approach to the analysis of phylogenetic relationships among dipodoid rodents (Rodentia, Dipodidae)). Aufgrund der Reproduktionsmorphologie der Männchen, der koronalen Struktur der Backenzähne sowie der Anatomie der Bullae wurde die Überfamilie Dipodoidea in die Familien Allactagidae, Dipodidae, Sminthidae und Zapodidae aufgespalten. Mit Ausnahme der Familie Allactagidae wurde diese Klassifikation im Jahr 2017 vom Handbook of the Mammals of the World übernommen. Schenbrot verfasste gemeinsam mit Johan Michaux das Kapitel über die Springmäuse (Dipodidae). Weitere Veröffentlichungen von Schenbrot sind Spatial Ecology of Desert Rodent Communities (1995), An Atlas of the Geographic Distribution of the Arvicoline Rodents of the World (Rodentia, Muridae: Arvicolinae) (2005), Jerboas: Mammals of Russia and Adjacent Regions (2008), Voles and Lemmings (Arvicolinae) of the Palaearctic Region (2022) und True Hamsters (Cricetinae) of the Palaearctic Region (2025).
Schenbrot  gehört zu den Erstbeschreibern der Blassen Dreizehenzwergspringmaus (Salpingotus pallidus), der Mongolischen Dickschwanzspringmaus (Stylodipus sungorus) und der Negev-Weißzahnspitzmaus (Crocidura ramona). Ferner beschrieb er im Jahr 1990 die Agamenart Phrynocephalus golubewii aus Turkmenistan.